# Mawrudis Bugaidis
Mawrudis Bugaidis (gr. Μαυρουδής Μπουγαΐδης; ur. 1 czerwca 1993 w Kufalii) – grecki piłkarz występujący na pozycji obrońcy w Chrobrym Głogów.

## Kariera klubowa
Grę w piłkę nożną rozpoczął w wieku 6 lat w amatorskim klubie AOK Ajos Atanasios z przedmieść Salonik. W latach 2007–2011 trenował w akademii Agrotikosu Asteras oraz Aris FC. W trakcie kariery na poziomie seniorskim reprezentował AEK Ateny, Granada CF B, Aris FC, Lechię Gdańsk, APS Panthrakikos, PAE Chania, GAIS, Podbeskidzie Bielsko-Biała, PAO Kufalia oraz Chrobrego Głogów.

## Kariera reprezentacyjna
Występował w juniorskich reprezentacjach Grecji w kategorii U-17, U-19, U-20 oraz U-21. W 2012 roku został powołany na Mistrzostwa Europy U-19 w Estonii. Na turnieju tym rozegrał 5 spotkań i strzelił 1 gola i dotarł z Grecją do finału, przegranego 0:1 z Hiszpanią. W 2013 roku zaliczył 4 występy na Mistrzostwach Świata U-20 rozegranych w Turcji, na których dotarł z Grecją do 1/8 finału.

## Statystyki kariery klubowej
Stan na dzień 15 lipca 2023
| Klub                       | Sezon              | Liga                 | Liga  | Liga   | Puchary krajowe | Puchary krajowe | Europa | Europa | Inne  | Inne   | Suma  | Suma   | Dyscyplina | Dyscyplina | Dyscyplina |
| Klub                       | Sezon              | Liga                 | Mecze | Bramki | Mecze           | Bramki          | Mecze  | Bramki | Mecze | Bramki | Mecze | Bramki |            |            |            |
| -------------------------- | ------------------ | -------------------- | ----- | ------ | --------------- | --------------- | ------ | ------ | ----- | ------ | ----- | ------ | ---------- | ---------- | ---------- |
| AEK Ateny                  | 2011/12            | Superleague Ellada   | 5     | 0      | 1               | 0               | 2      | 0      | 4     | 0      | 12    | 0      | 3          | 0          | 0          |
| AEK Ateny                  | 2012/13            | Superleague Ellada   | 18    | 0      | 2               | 0               | 0      | 0      | 0     | 0      | 20    | 0      | 5          | 0          | 0          |
| AEK Ateny                  | Łącznie            | Łącznie              | 23    | 0      | 3               | 0               | 2      | 0      | 4     | 0      | 32    | 0      | 8          | 0          | 0          |
| Granada CF B               | 2013/14            | Segunda Federación   | 15    | 0      | 0               | 0               | –      | –      | –     | –      | 15    | 0      | 5          | 1          | 0          |
| Aris Saloniki              | 2013/14            | Superleague Ellada   | 9     | 0      | 0               | 0               | –      | –      | –     | –      | 9     | 0      | 1          | 1          | 1          |
| Lechia Gdańsk              | 2014/15            | Ekstraklasa          | 12    | 0      | 0               | 0               | –      | –      | –     | –      | 12    | 0      | 3          | 0          | 1          |
| APS Panthrakikos           | 2015/16            | Superleague Ellada   | 14    | 0      | 3               | 0               | –      | –      | –     | –      | 17    | 0      | 5          | 0          | 0          |
| APS Panthrakikos           | 2016/17            | Superleague Ellada 2 | 9     | 0      | 1               | 0               | –      | –      | –     | –      | 10    | 0      | 6          | 0          | 0          |
| APS Panthrakikos           | Łącznie            | Łącznie              | 23    | 0      | 4               | 0               | 0      | 0      | 0     | 0      | 27    | 0      | 11         | 0          | 0          |
| PAE Chania                 | 2016/17            | Superleague Ellada 2 | 14    | 0      | 0               | 0               | –      | –      | –     | –      | 14    | 0      | 4          | 1          | 0          |
| GAIS                       | 2017               | Superettan           | 10    | 1      | 1               | 0               | –      | –      | –     | –      | 11    | 1      | 3          | 0          | 0          |
| Podbeskidzie Bielsko-Biała | 2017/18            | I liga               | 14    | 1      | 0               | 0               | –      | –      | –     | –      | 14    | 1      | 4          | 0          | 0          |
| Podbeskidzie Bielsko-Biała | 2018/19            | I liga               | 14    | 0      | 1               | 0               | –      | –      | –     | –      | 15    | 0      | 4          | 0          | 0          |
| Podbeskidzie Bielsko-Biała | Łącznie            | Łącznie              | 28    | 1      | 1               | 0               | 0      | 0      | 0     | 0      | 29    | 1      | 8          | 0          | 0          |
| PAO Kufalia                | 2019/20            | Gamma Ethniki        | N/A   | N/A    | N/A             | N/A             | N/A    | N/A    | N/A   | N/A    | N/A   | N/A    | N/A        | N/A        | N/A        |
| PAO Kufalia                | 2020/21            | Gamma Ethniki        | N/A   | N/A    | N/A             | N/A             | N/A    | N/A    | N/A   | N/A    | N/A   | N/A    | N/A        | N/A        | N/A        |
| PAO Kufalia                | Łącznie            |                      | N/A   | N/A    | N/A             | N/A             | N/A    | N/A    | N/A   | N/A    | N/A   | N/A    | N/A        | N/A        | N/A        |
| Chrobry Głogów             | 2020/21            | I liga               | 15    | 2      | 0               | 0               | –      | –      | –     | –      | 15    | 2      | 4          | 0          | 0          |
| Chrobry Głogów             | 2021/22            | I liga               | 27    | 1      | 0               | 0               | –      | –      | 2     | 0      | 29    | 1      | 2          | 0          | 0          |
| Chrobry Głogów             | 2022/23            | I liga               | 23    | 0      | 1               | 0               | –      | –      | –     | –      | 24    | 0      | 7          | 0          | 1          |
| Chrobry Głogów             | Łącznie            | Łącznie              | 60    | 3      | 1               | 0               | 0      | 0      | 2     | 0      | 63    | 3      | 12         | 0          | 1          |
| Łącznie w karierze         | Łącznie w karierze | Łącznie w karierze   | 194   | 5      | 10              | 0               | 2      | 0      | 6     | 0      | 212   | 5      | 55         | 3          | 3          |

## Sukcesy
Grecja U-19
- wicemistrzostwo Europy: 2012